# Göttin
Göttin là một đô thị thuộc huyện Lauenburg, trong bang Schleswig-Holstein, nước Đức. Đô thị Göttin có diện tích 5,21 km², dân số thời điểm 31 tháng 12 năm 2006 là 48 người.